# Мальта (Любуське воєводство)
Мальта (пол. Malta) — село в Польщі, у гміні Кшешиці Суленцинського повіту Любуського воєводства.
Населення — 181 особа (2011).
У 1975—1998 роках село належало до Гожовського воєводства.

## Демографія
Демографічна структура станом на 31 березня 2011 року:
|          | Загалом | Допрацездатний вік | Працездатний вік | Постпрацездатний вік |
| -------- | ------- | ------------------ | ---------------- | -------------------- |
| Чоловіки | 92      | 23                 | 61               | 8                    |
| Жінки    | 89      | 23                 | 52               | 14                   |
| Разом    | 181     | 46                 | 113              | 22                   |